# Ocularia nigrobasalis
Ocularia nigrobasalis là một loài bọ cánh cứng trong họ Cerambycidae.